# Rio Cabumbé
O Rio Cabumbé é um curso de água do arquipélago de São Tomé e Príncipe, localizado no distrito de Lembá, ilha de São Tomé, corre para Oeste até encontrar o Rio Lembá de que é afluente. Este rio nasce nos contrafortes do Monte Cabumbé que se eleva a 1403 metros de altitude.